# Bãi khóa vì khí hậu
Chương trình School Strike for climate (còn được gọi là Fridays for Future, Youth for Climate, Youth Strike 4 Climate hoặc Thunbergjugend) là một phong trào quốc tế của các học sinh quyết định không tham dự các lớp học và thay vào đó là tham gia các cuộc biểu tình để yêu cầu hành động ngăn chặn hiện tượng toàn cầu nóng lên và biến đổi khí hậu trở nên tồi tệ hơn. Hoạt động này bắt đầu được tổ chức rộng rãi và công khai khi nhà hoạt động khí hậu Greta Thunberg thực hiện vào tháng 8 năm 2018 bên ngoài tòa nhà Thụy Điển Riksdag, cầm một tấm biển có dòng chữ "Skolstrejk för klimatet" ("Bãi khóa vì khí hậu").

## Bãi khóa vì nền khí hậu 2015
Vào năm 2015, một nhóm sinh viên độc lập đã mời sinh viên trên toàn thế giới nghỉ học vào ngày đầu tiên của COP21, Hội nghị Khí hậu của UNFCCC. Vào ngày 30 tháng 11, ngày đầu tiên của hội nghị tại Paris, hoạt động "Bãi khóa vì nền khí hậu" đã được tổ chức tại hơn 100 quốc gia; hơn 50000 người đã tham gia. Phong trào tập trung vào ba nhu cầu: 100% năng lượng sạch; giữ nhiên liệu hóa thạch trong lòng đất, và giúp đỡ người tị nạn khí hậu.

## Greta Thunberg và các học sinh bãi khóa năm 2018

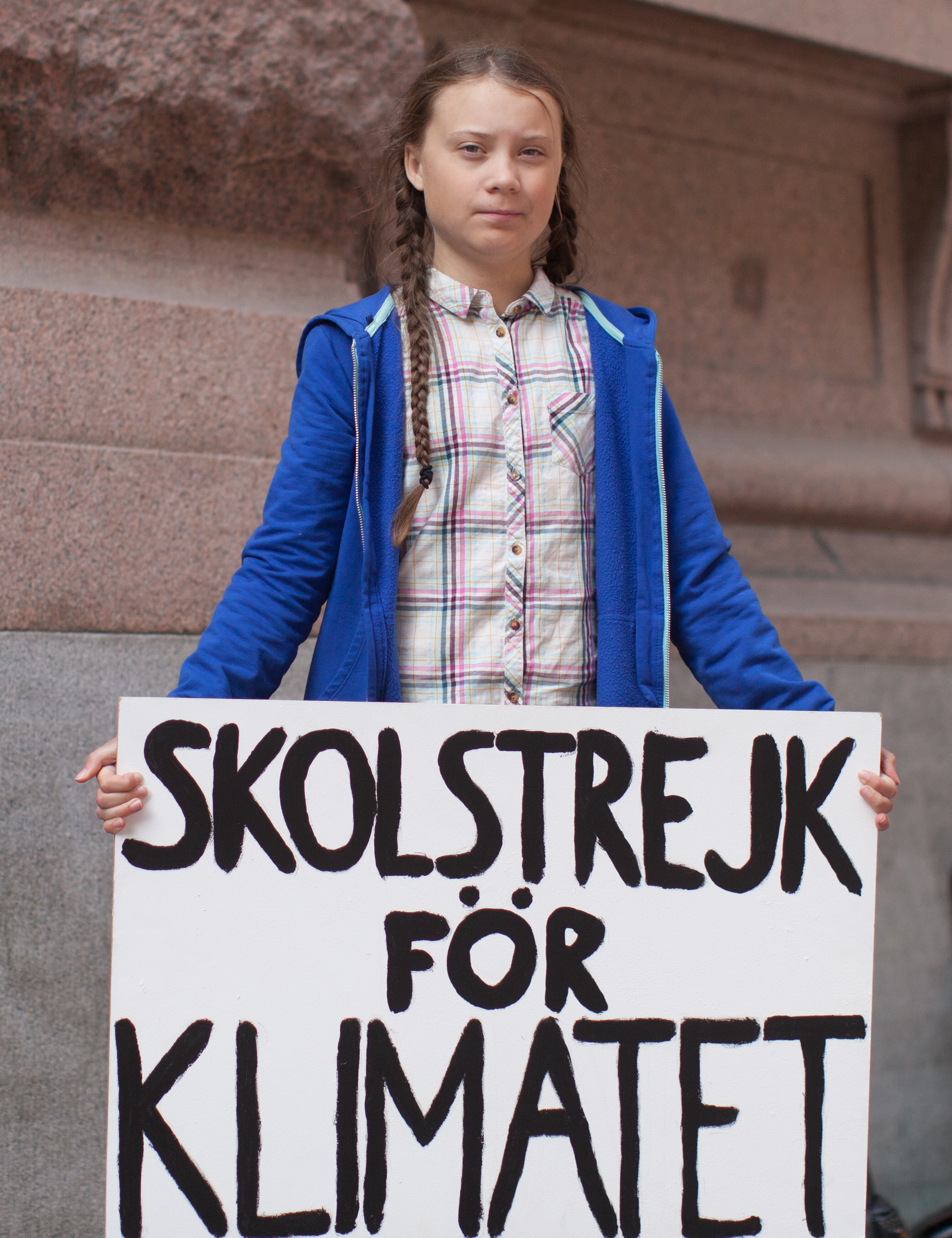
Greta Thunberg trước tòa nhà quốc hội Thụy Điển tại Stockholm, tháng 8 năm 2018

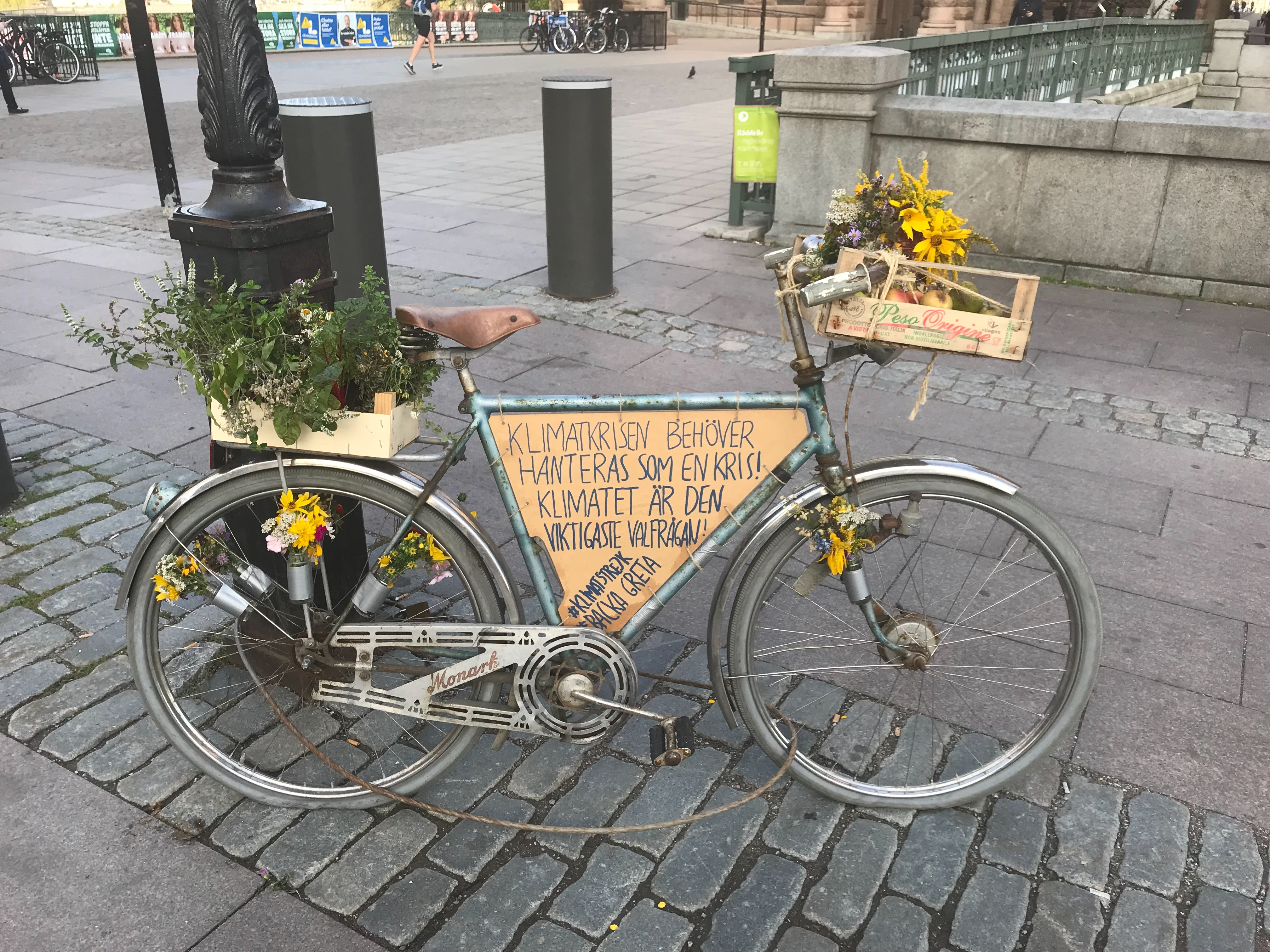
Xe đạp của Greta Thunberg tại Stockholm vào ngày 11 tháng 9 năm 2018: " Biến đổi khí hậu phải được coi là một cuộc khủng hoảng! Khí hậu là vấn đề bầu cử quan trọng nhất! "

Vào ngày 20 tháng 8 năm 2018, nhà hoạt động khí hậu Thụy Điển Greta Thunberg, khi đó đang học lớp chín, đã quyết định không đến trường cho đến cuộc tổng tuyển cử Thụy Điển 2018 vào ngày 9 tháng 9 sau những đợt nắng nóng và cháy rừng ở Thụy Điển. Cô cho biết cô được truyền cảm hứng từ các nhà hoạt động tuổi teen tại trường trung học Marjory Stoneman Douglas ở Parkland, Florida, người đã tổ chức cuộc biểu tình March for Our Lives. Thunberg phản đối bằng cách ngồi bên ngoài tòa nhà quốc hội Thụy Điển Riksdag mỗi ngày trong giờ học với một tấm biển có dòng chữ "Skolstrejk för klimatet" ("Bãi khóa vì nền khí hậu"). Trong số các yêu cầu của cô là chính phủ Thụy Điển phải giảm lượng khí thải carbon theo Thỏa thuận Paris. Vào ngày 7 tháng 9, ngay trước cuộc tổng tuyển cử, cô tuyên bố sẽ tiếp tục đình công vào mỗi thứ Sáu cho đến khi Thụy Điển đồng ý với Thỏa thuận Paris. Cô đặt ra khẩu hiệu FridaysForFuture, thu hút sự chú ý trên toàn thế giới. Cô đã truyền cảm hứng cho học sinh trên toàn cầu tham gia vào các cuộc bãi khóa của học sinh.

## Phong trào phát triển

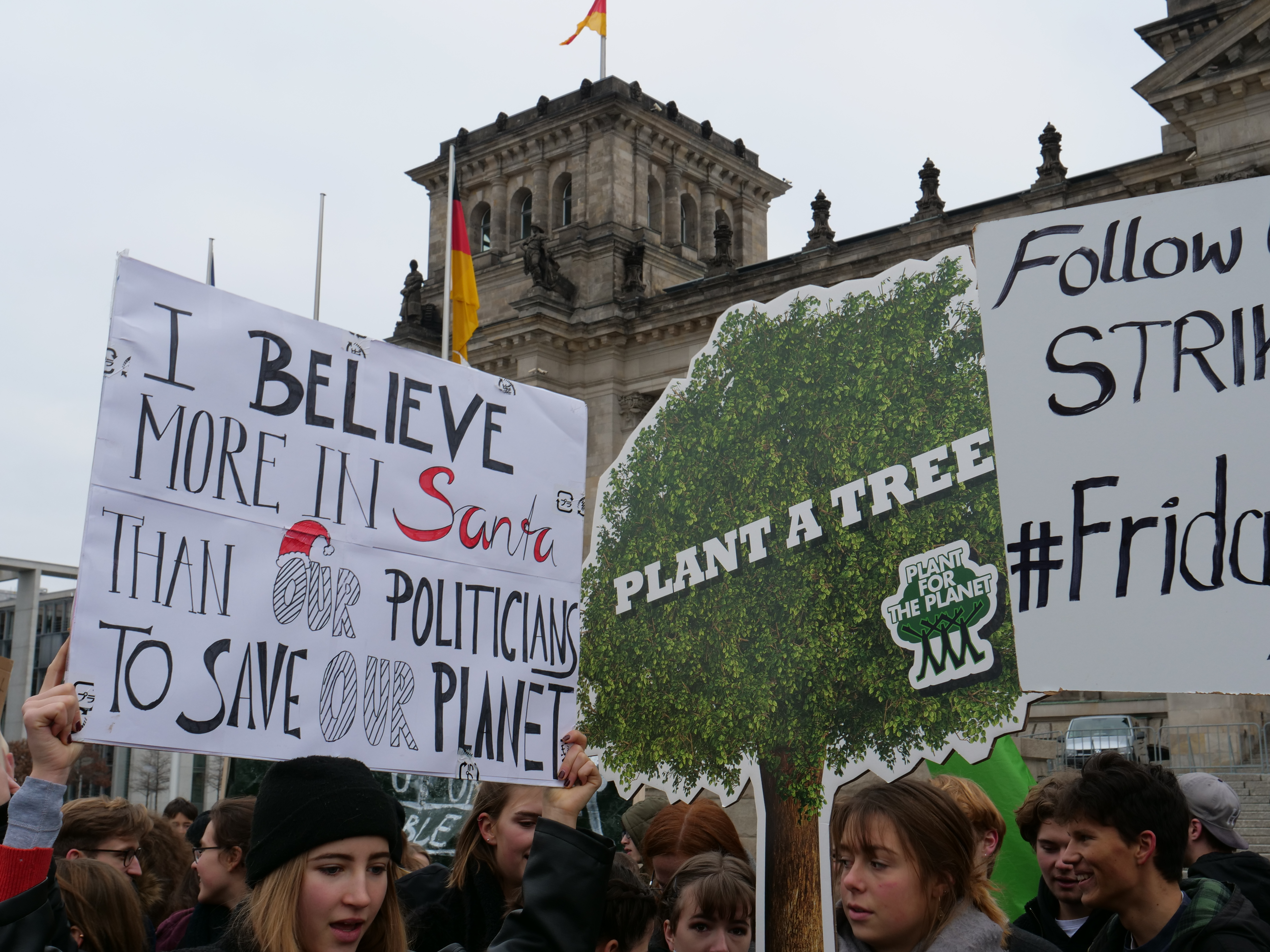
Cuộc biểu tình "FridaysForFuture" tại Berlin vào ngày 14/12/2018. Học sinh bãi khóa vì nền khí hậu trước tòa nhà quốc hội Đức ở Berlin.

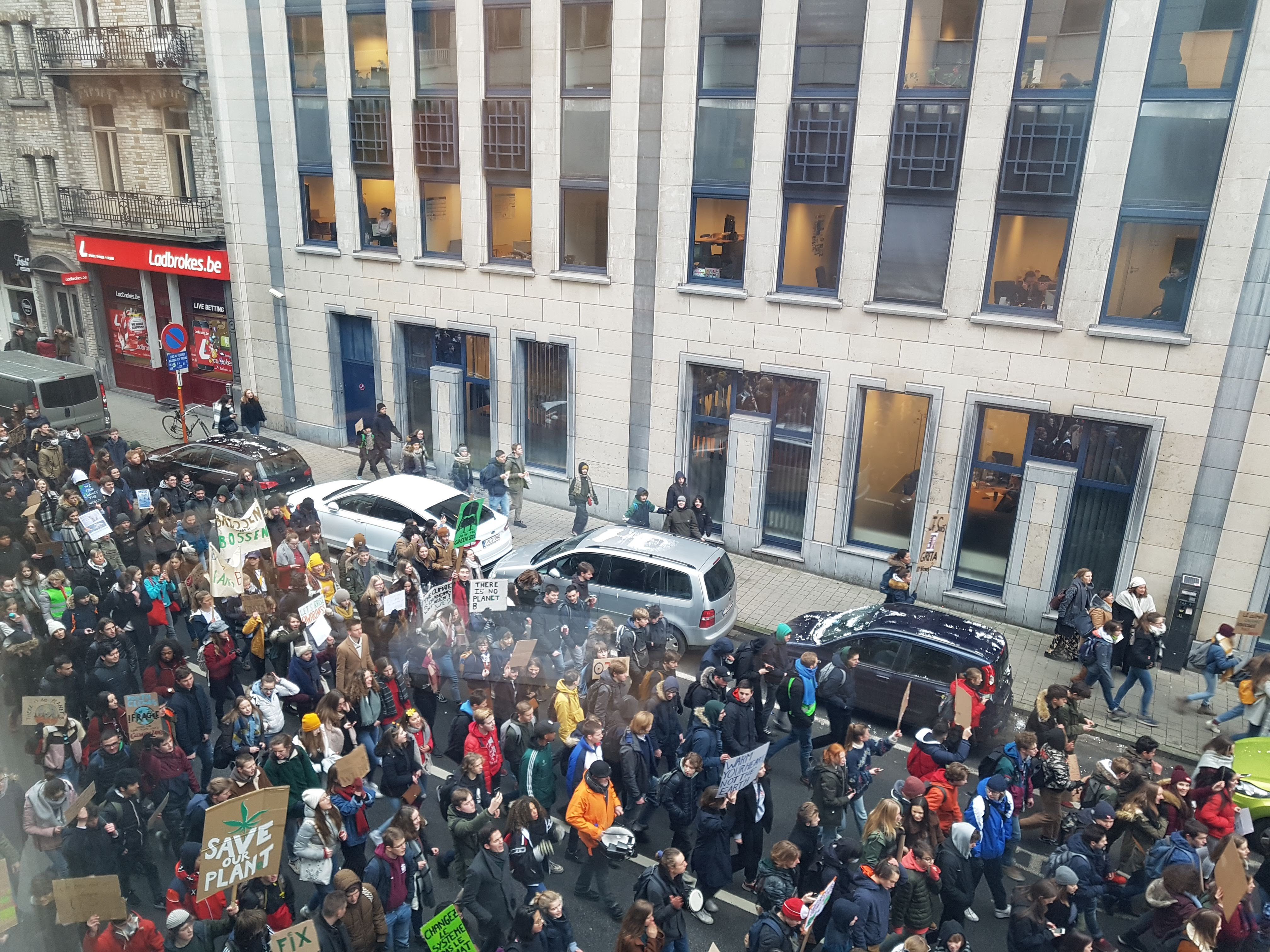
Brussels, ngày 24 tháng 1 năm 2019

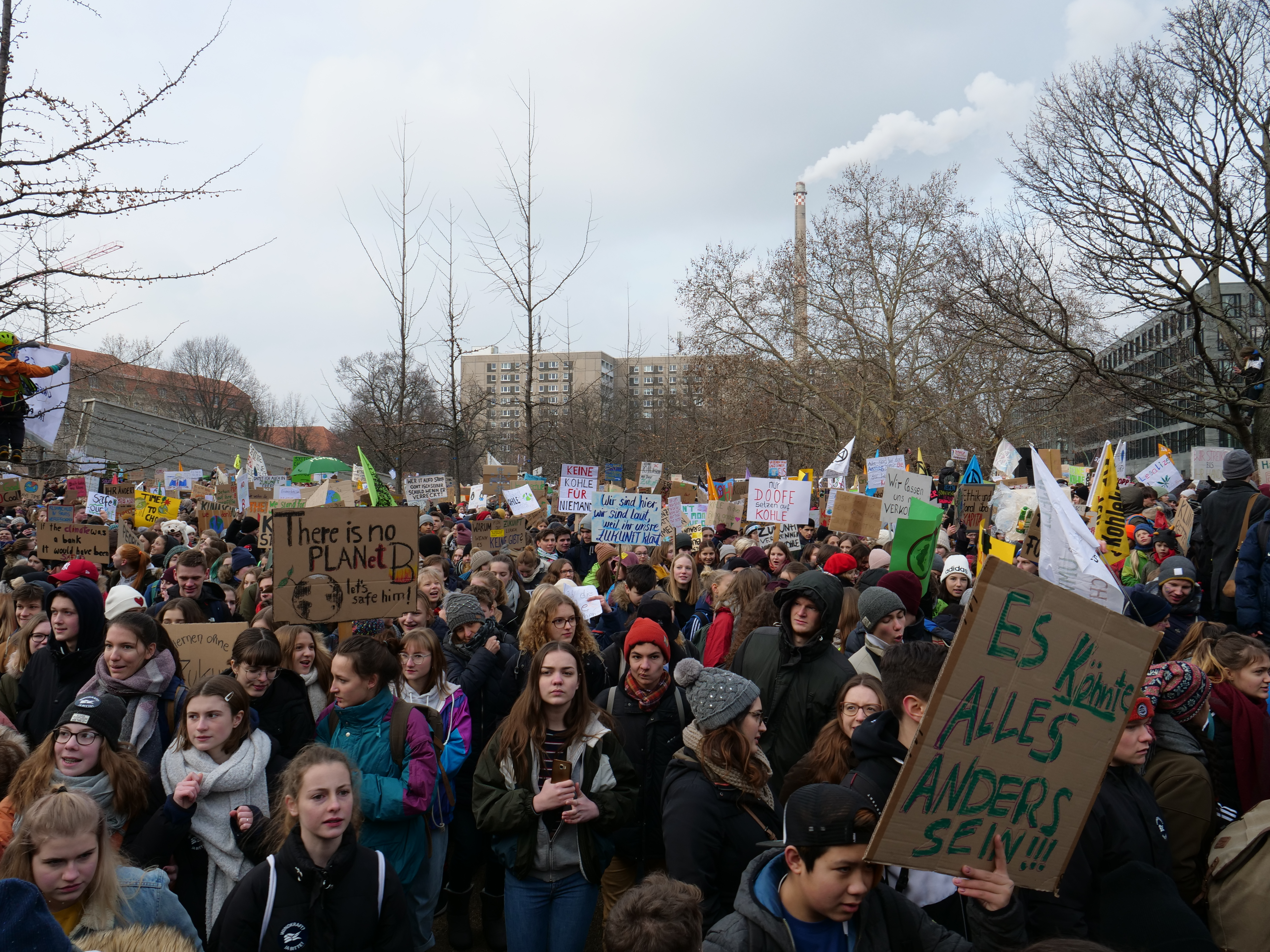
Cuộc đình công khí hậu ở Berlin vào ngày 25 tháng 1 năm 2019

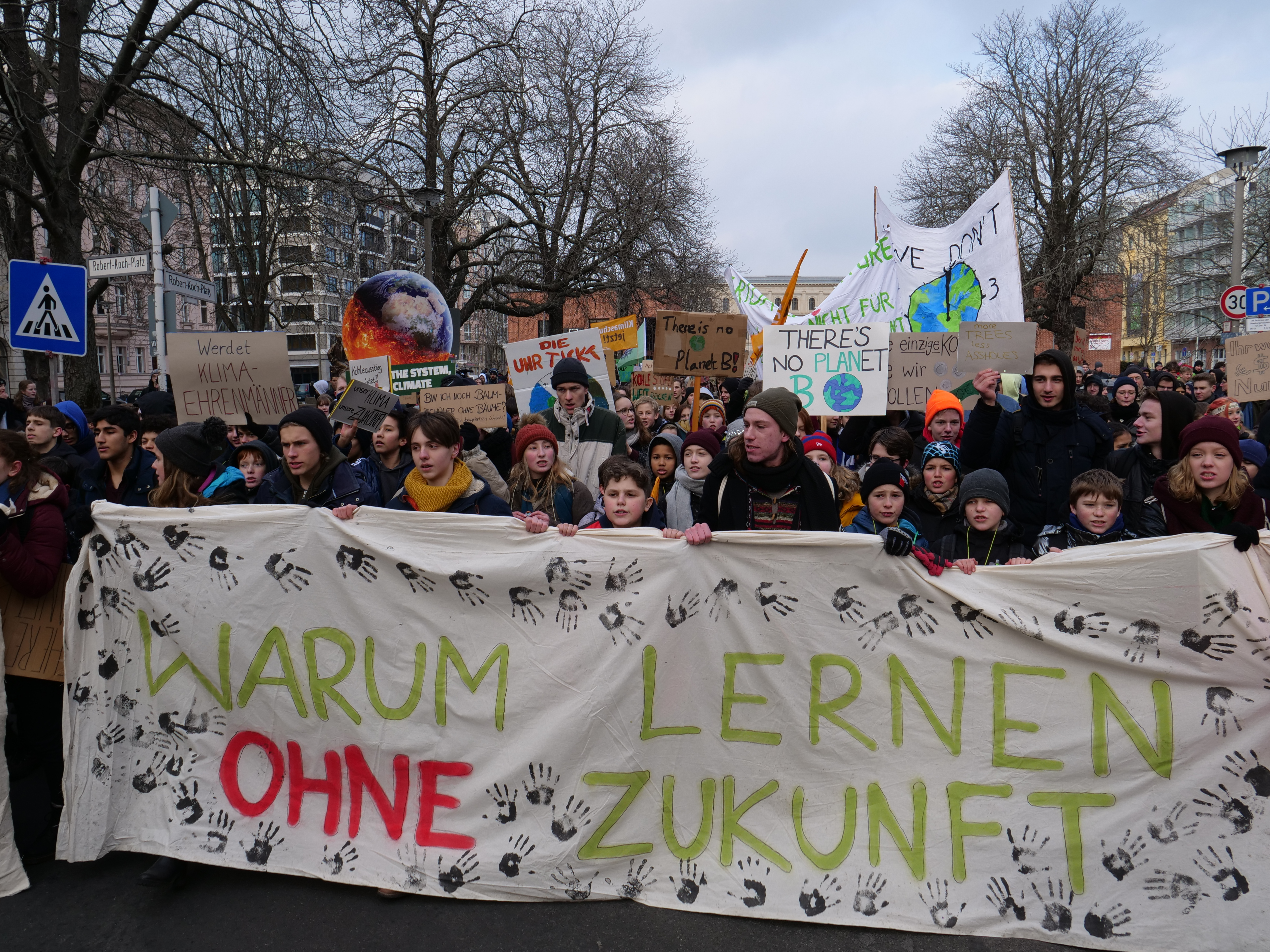
Biểu ngữ "Tại sao phải học mà không có tương lai" (Berlin, ngày 25 tháng 1 năm 2019)

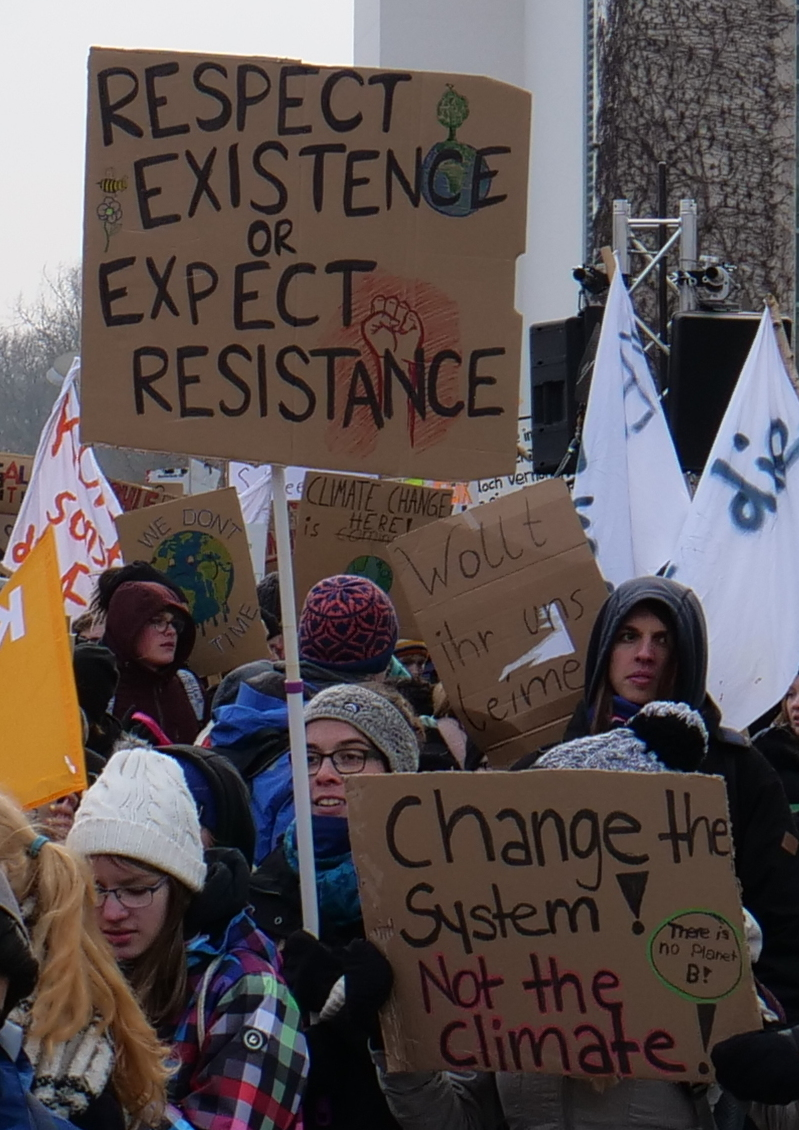
Áp phích "Tôn trọng sự tồn tại hoặc mong đợi sự kháng cự" và "Thay đổi hệ thống, không phải khí hậu!" (Berlin, ngày 25 tháng 1 năm 2019)

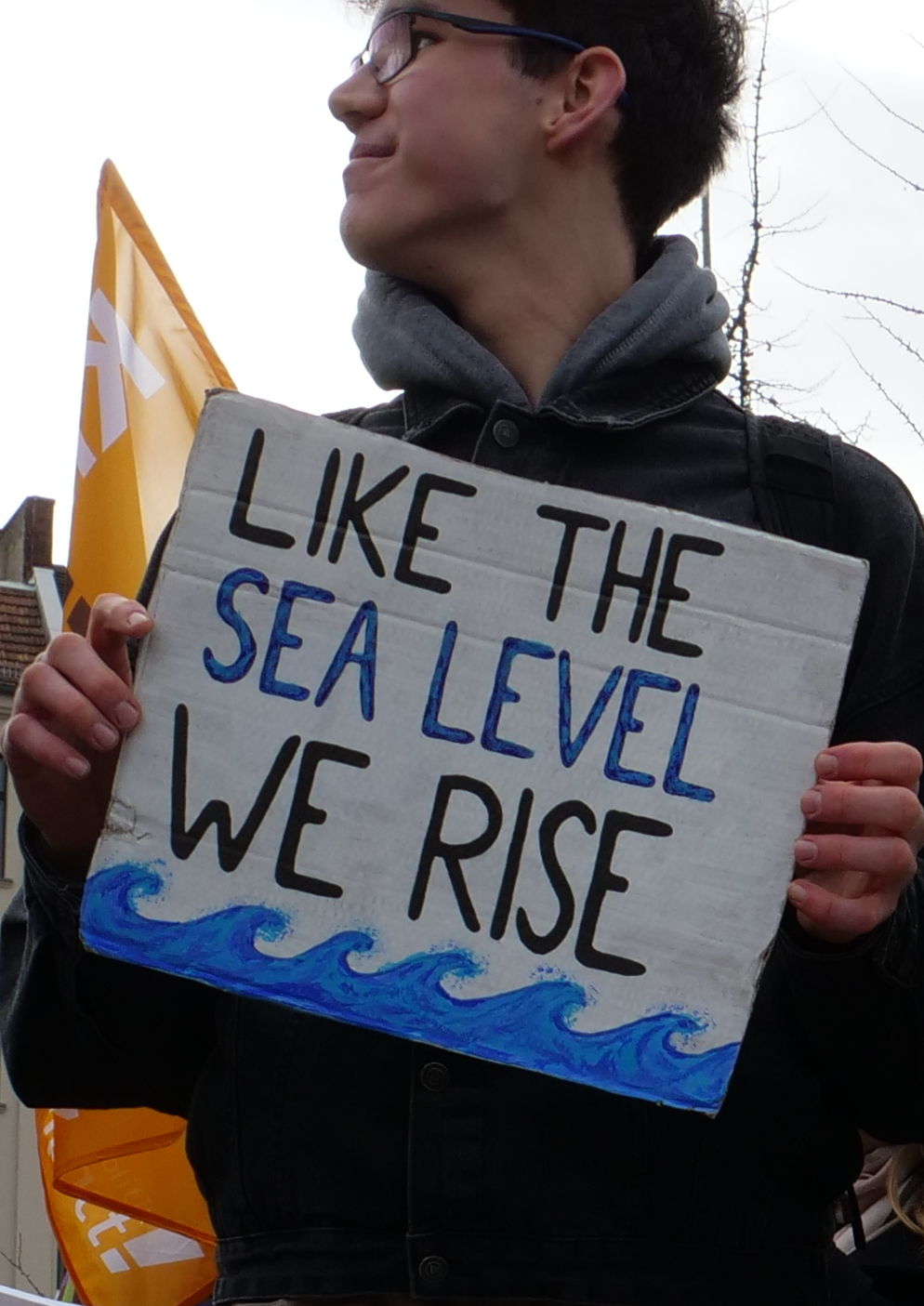
Áp phích tại một cuộc biểu tình tại Unlimitedenpark, Berlin vào ngày 8 tháng 2 năm 2019

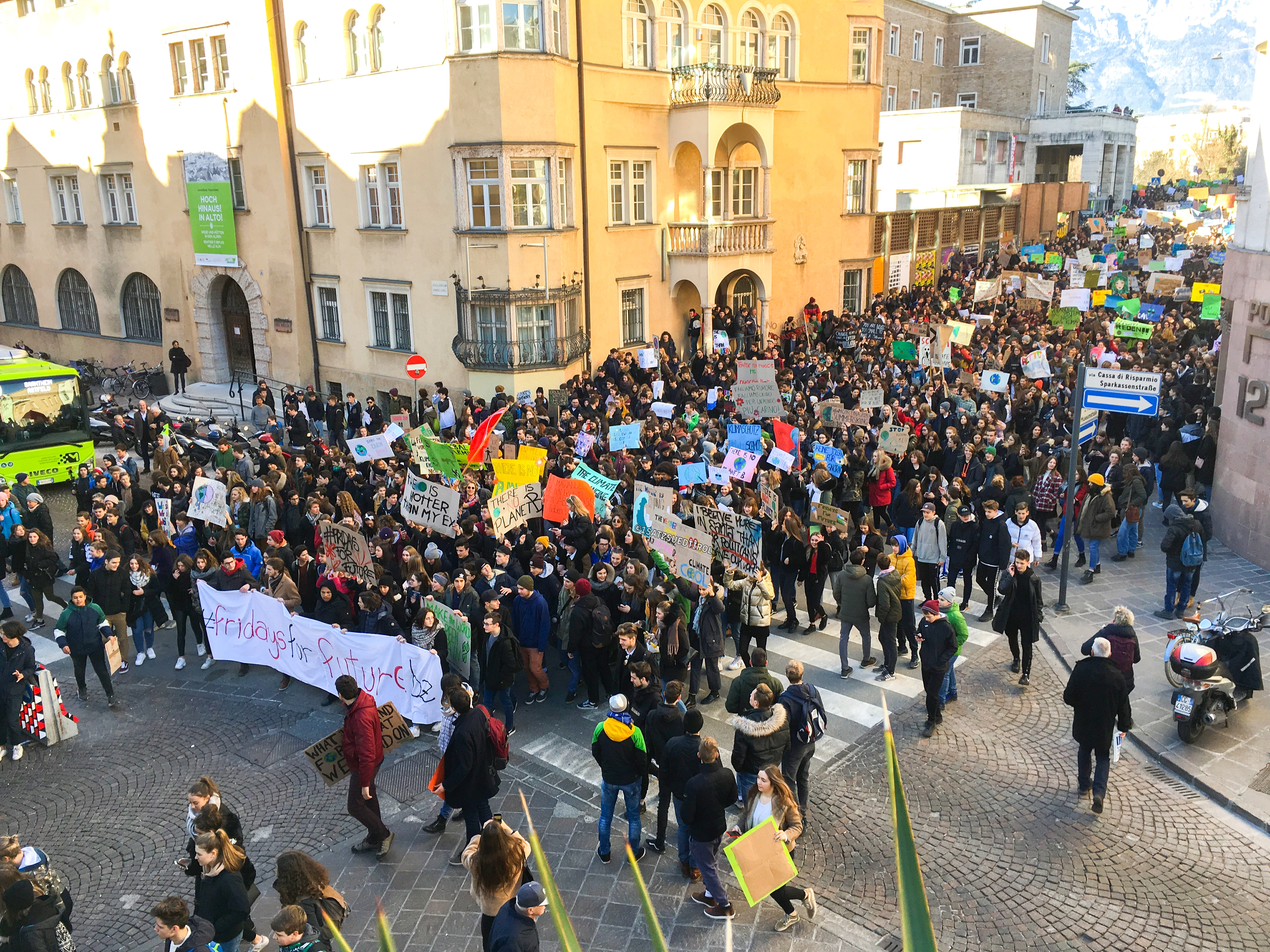
Bolzano, ngày 15 tháng 2 năm 2019

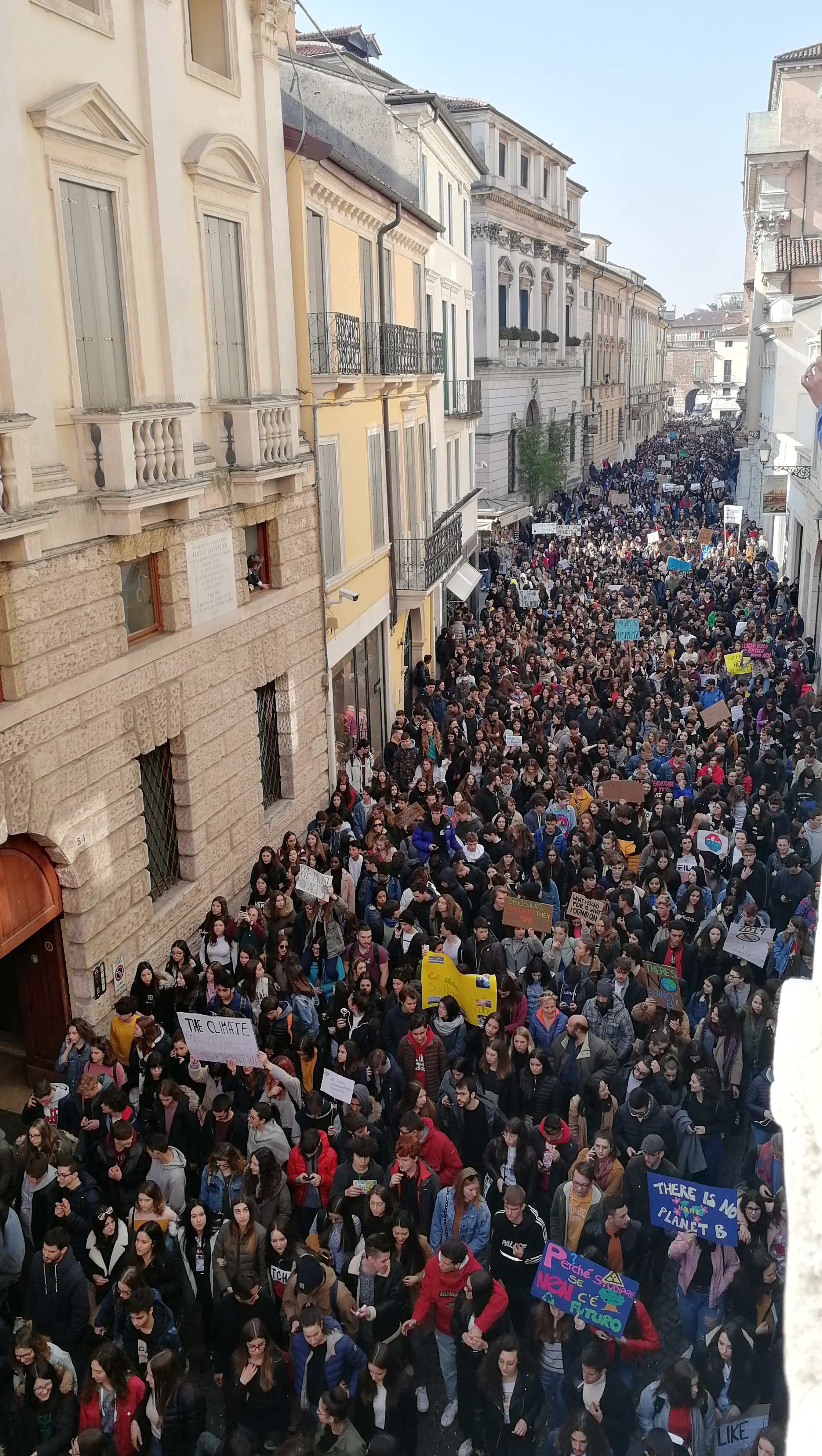
Vicenza, ngày 15 tháng 3 năm 2019

Bộ trưởng môi trường vùng Flanders Bỉ, Joke Schauvliege, đã từ chức vào ngày 5 tháng 2 năm 2019 sau khi cáo buộc một cách sai lệch rằng cơ quan an ninh nhà nước có bằng chứng cho thấy các cuộc đình công ở Bỉ là một sự "sắp đặt".
Tại Vương quốc Anh, vào ngày 13 tháng 2 năm 2019, sau những bức thư ngỏ ủng hộ phong trào chính trị xã hội nổi loạn năm 2018, 224 học giả đã ký một bức thư ngỏ "hỗ trợ toàn diện cho các sinh viên" tham dự cuộc đình công của trường nhằm thúc đẩy hành động vì nề khí hậu. Vào thứ Sáu ngày 15 tháng 2, hơn 60 hành động tại các thị trấn và thành phố ở Vương quốc Anh đã diễn ra, với ước tính 15000 người đình công tham gia.
Nhà khoa học khí hậu Stefan Rahmstorf, Viện nghiên cứu tác động đến khí hậu Potsdam, đã đề cập dự án Fridays for Future climate strike ở Potsdam, Đức vào cùng ngày. Ngày 21 tháng 2 năm 2019, Chủ tịch Ủy ban Châu Âu, Jean-Claude Juncker, ngỏ ý định chi hàng trăm tỷ euro cho việc giảm thiểu biến đổi khí hậu, chiếm tới một phần tư ngân sách EU. Ông đã tuyên bố điều này trong một bài phát biểu bên cạnh Greta Thunberg, và giới truyền thông tin rằng phong trào đình công đã kích động thông báo này.
Vào ngày 5 tháng 3 năm 2019, 700 nhà nghiên cứu Đức đã ký một bản kiến nghị ủng hộ các cuộc bãi khóa tại nước này.

### Global Climate Strike for Future ngày 15 tháng 3 năm 2019

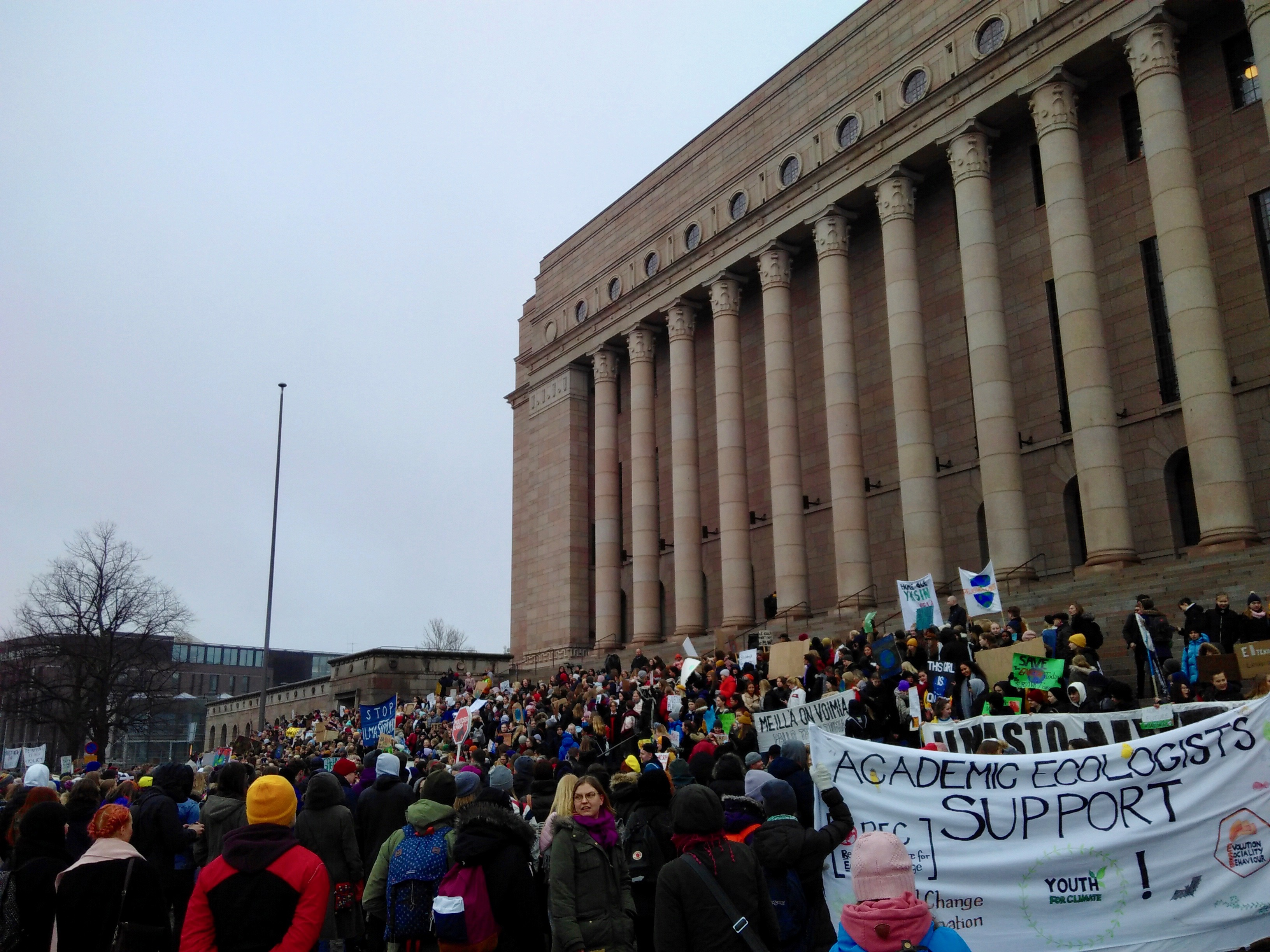
School Strike for Climate trước Tòa nhà Quốc hội, Helsinki, ngày 15 tháng 3 năm 2019

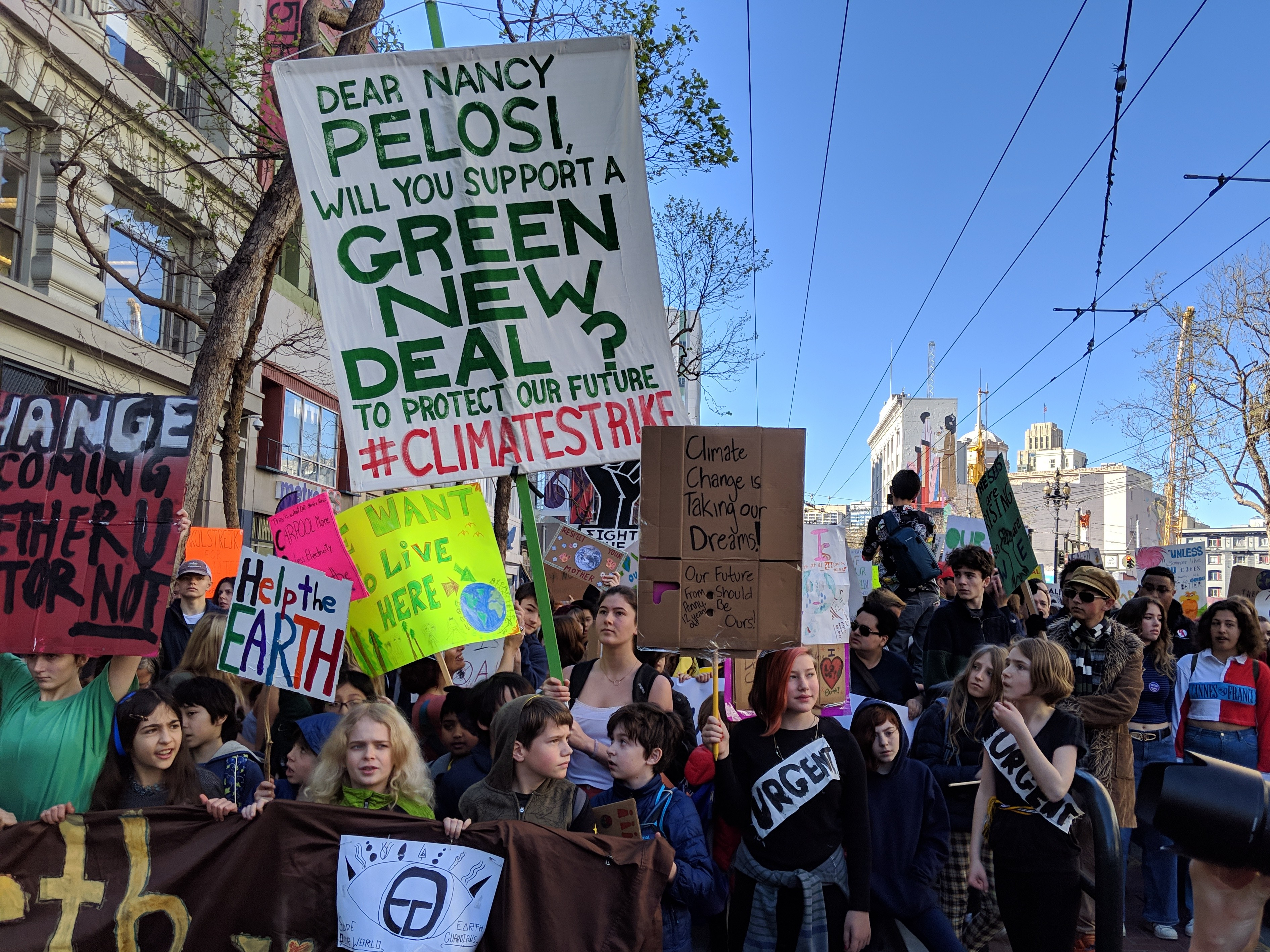
Bãi khóa ở San Francisco vào ngày 15 tháng 3 năm 2019

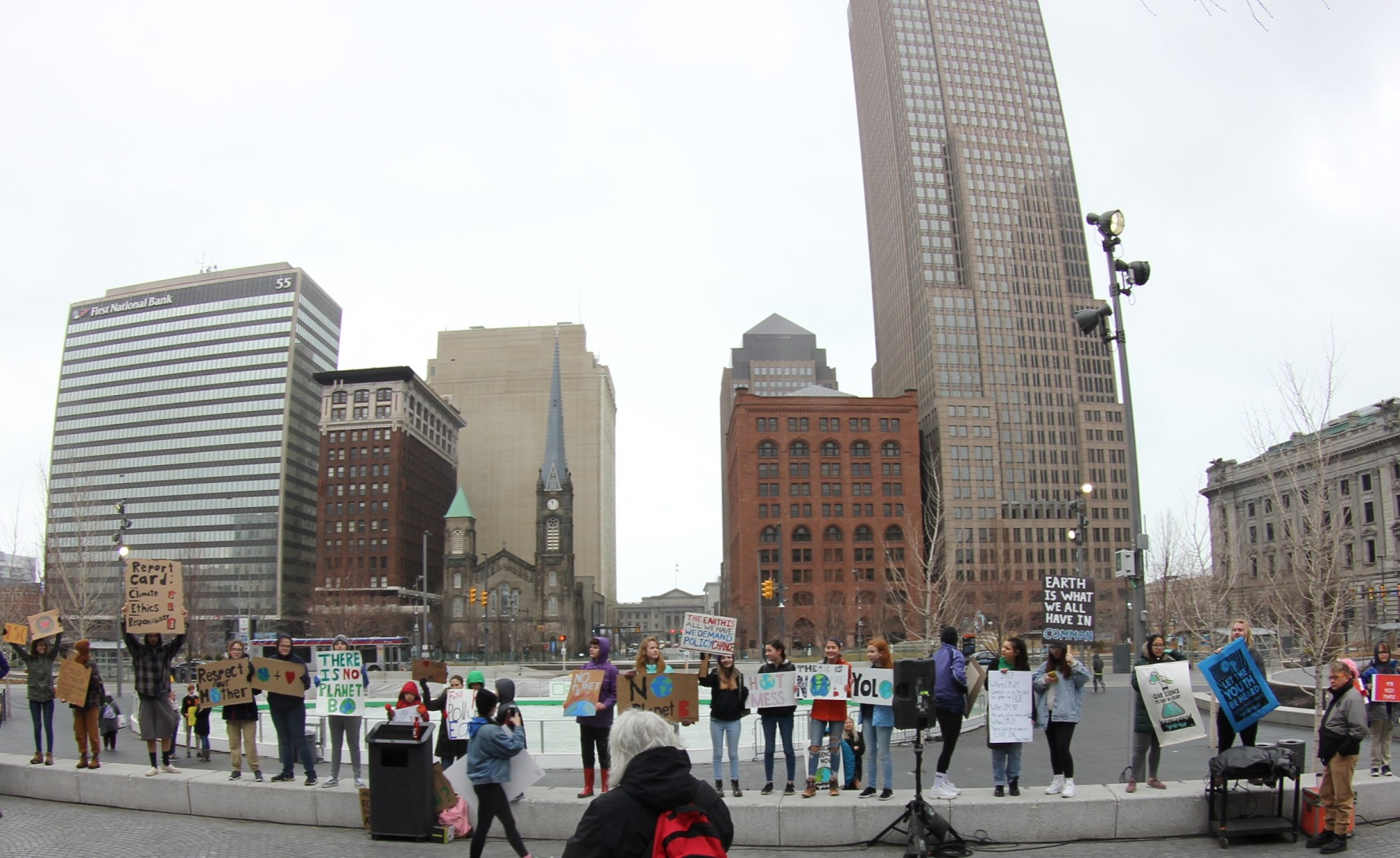
Bãi khóa ở Cleveland vào ngày 15 tháng 3 năm 2019

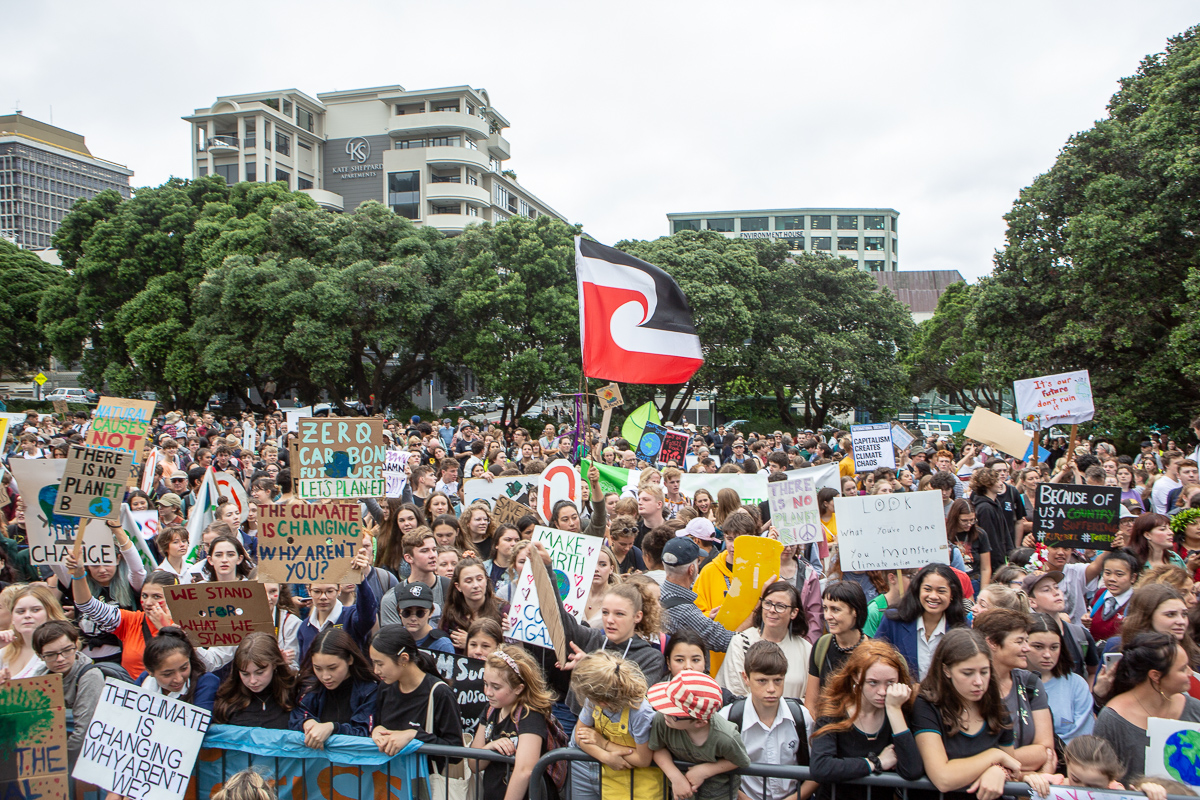
Bãi khóa vì nền khí hậu ở Wellington vào ngày 15 tháng 3 năm 2019

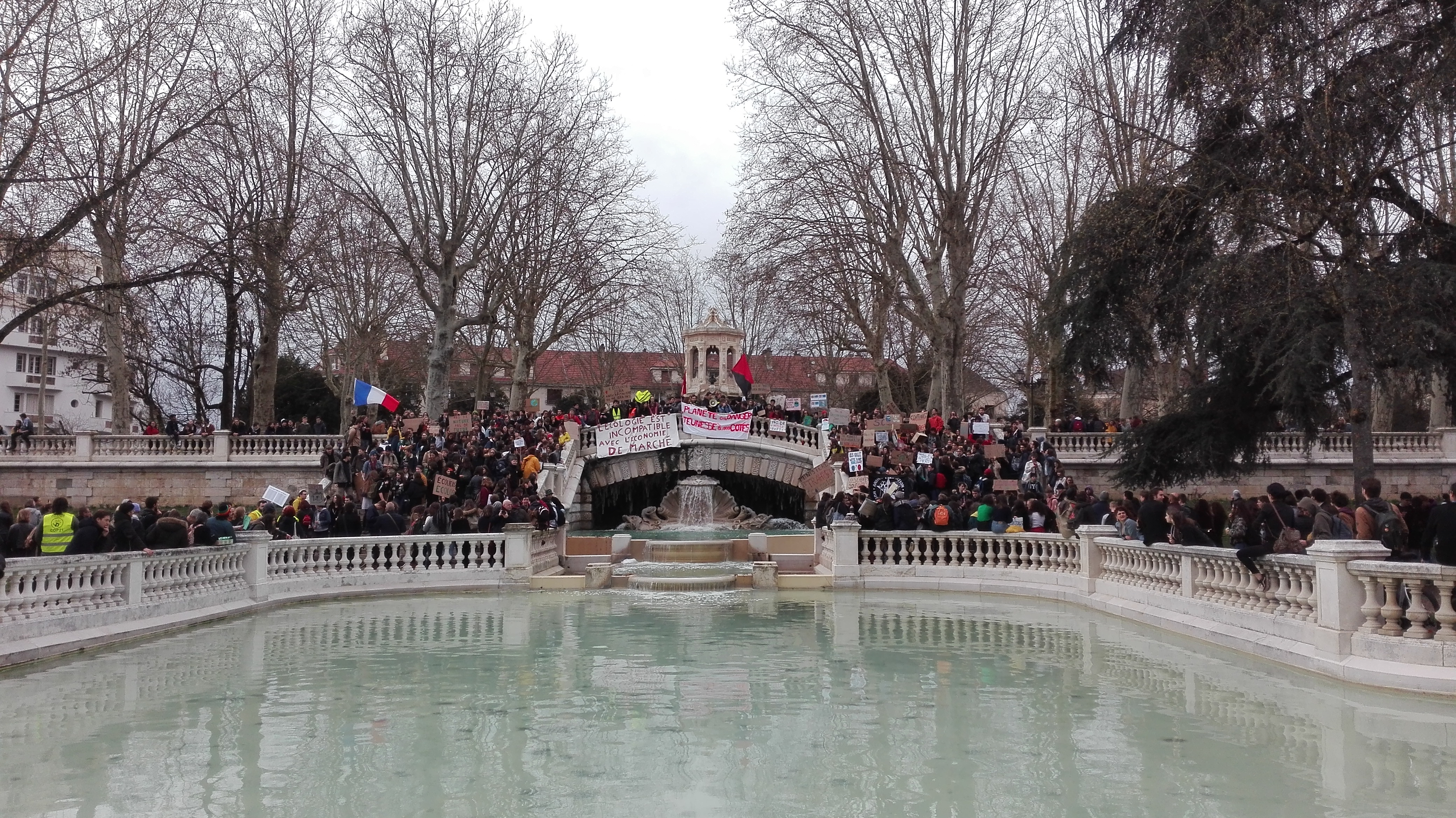
Bài phát biểu tại bậc thanowrcuar Jardin Darcy, ở Dijon (Côte-d'Or, Burgundy, Pháp) về cuộc đình công vì nền khí hậu toàn cầu vào ngày 15 tháng 3 năm 2019

Vào ngày 15 tháng 3 năm 2019, các cuộc bãi khóa, kêu trách nhiệm từ người lớn và ngăn chặn biến đổi khí hậu, bắt đầu diễn ra tại hơn 2000 thành phố trên toàn thế giới. Ngoại trừ Nam Cực, nơi không có trường học, ước tính có khoảng 1,4 triệu học sinh từ khắp nơi trên thế giới tham gia vào các sự kiện. Tại Nam Cực, ít nhất bảy nhà khoa học đã tổ chức một cuộc biểu tình ủng hộ tại Neumayer-Station III của Viện Alfred Wegener.

Vào ngày 1 tháng 3 năm 2019, 150 sinh viên từ nhóm điều phối toàn cầu của cuộc biểu tình vì nền khí hậu do thanh niên lãnh đạo (ngày 15 tháng 3), bao gồm Thunberg, đã đưa ra một bức thư ngỏ trên The Guardian, nói:
We, the young, are deeply concerned about our future. […] We are the voiceless future of humanity. We will no longer accept this injustice. […] We finally need to treat the climate crisis as a crisis. It is the biggest threat in human history and we will not accept the world's decision-makers' inaction that threatens our entire civilisation. […] Climate change is already happening. People did die, are dying and will die because of it, but we can and will stop this madness. […] United we will rise until we see climate justice. We demand the world's decision-makers take responsibility and solve this crisis. You have failed us in the past. If you continue failing us in the future, we, the young people, will make change happen by ourselves. The youth of this world has started to move and we will not rest again.

 Ngày diễn ra Global Climate Strike for the Future là được biết đến nhiều nhất trong số các cuộc đình công, với hàng chục ngàn trẻ em ở ít nhất 100 quốc gia và hơn 35 tiểu bang Hoa Kỳ bãi khóa, được hỗ trợ bởi một số nhóm hoạt động môi trường lớn nhất thế giới. Về cuộc bãi khóa, trang web FridayForFuture.org đã liệt kê 1659 sự kiện được lên kế hoạch ở 106 quốc gia.
Tại Scotland, các hội đồng thành phố của Glasgow, Edinburgh, Highland và Fife đã cho phép trẻ em tham dự các cuộc đình công. Ở Phần Lan, thư chấp thuận của phụ huynh đã được gửi đến các trường học  và tại thành phố Turku của Phần Lan, hội đồng trường tuyên bố rằng trẻ em có quyền lập hiến tham gia các cuộc đình công.
Vào sáng ngày 15 tháng 3 trong một bài xã luận của The Guardian, có tiêu đề "Nghĩ rằng chúng ta nên ở trường? Cuộc bãi công vì nền khí hậu ngày nay là bài học lớn nhất ", những người bãi hóa vì nền khí hậu Thunberg, Anna Taylor, Luisa Neubauer, Kyra Gantois, Anuna De Wever, Adélaïde Charlier, Holly Gillibrand và Alexandria Villaseñor, nhấn mạnh lần nữa các lý do của họ.
Một con số ước tính của hơn một triệu người ở "ca". 130 quốc gia đã tổ chức khoảng 2200 sự kiện trên toàn thế giới. Theo ban tổ chức, các sự kiện diễn ra ở khoảng 125 quốc gia. Tại Đức, hơn 300000 học sinh đã biểu tình ở khoảng 230 thành phố với hơn 25000 học sinh chỉ tính riêng ở Berlin. Tại Ý, hơn 200000 học sinh đã biểu tình (100000 học sinnh ở Milan theo ban tổ chức). Tại Montreal, hơn 150000 học sinh tham dự; Stockholm 15000 đến 20000 học sinh, Melbourne 30000 học sinh, Brussels 30000 học sinh và Munich 8000 học sinh. Các thành phố khác bao gồm Paris, London, Washington, Wilmingtonavík, Oslo, Helsinki, Copenhagen và Tokyo.

## Sự ủng hộ từ các nhà khoa học

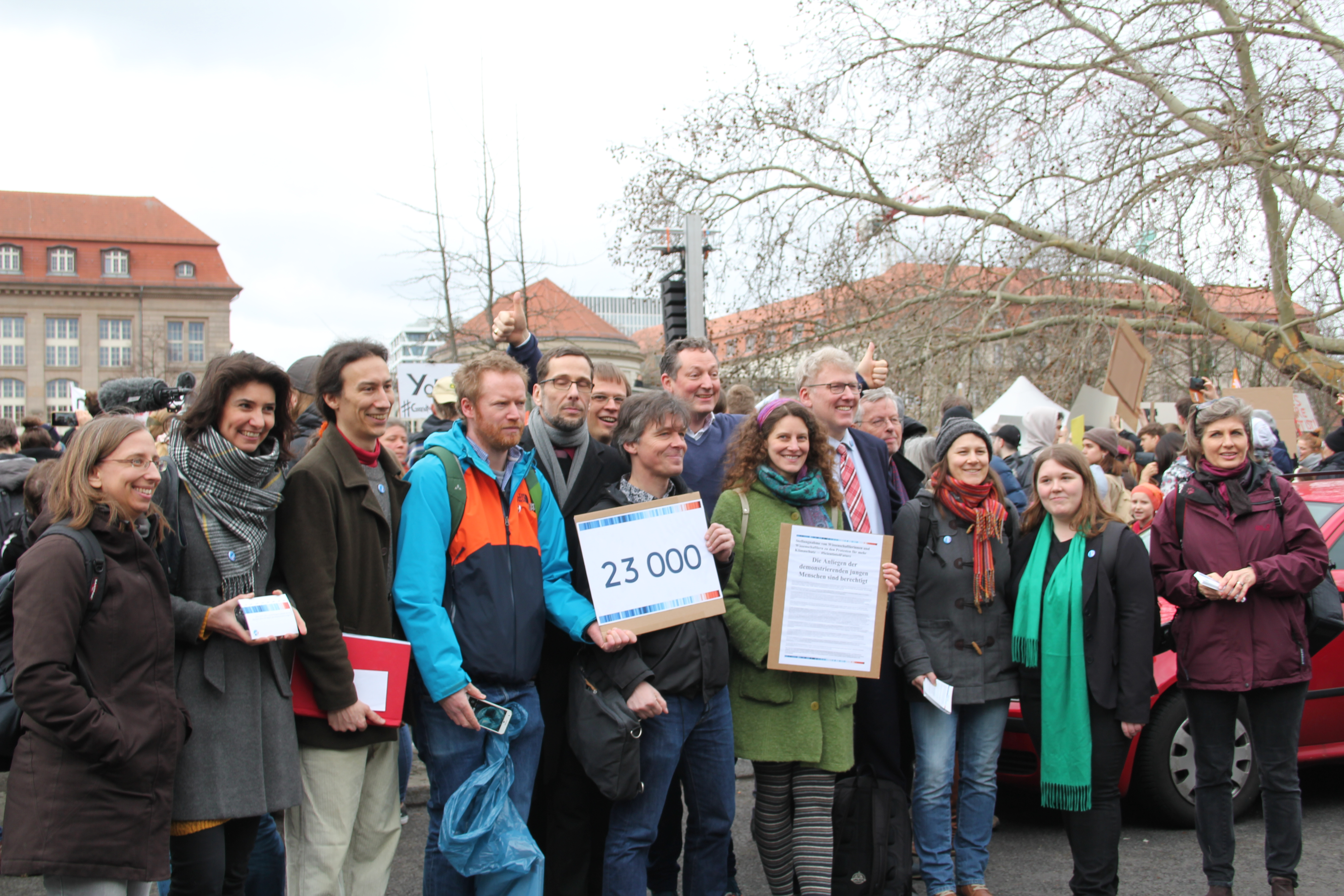
Các nhà khoa học Đức, bao gồm Volker Quaschning, Eckart von Hirschhausen, Henning Krause, Martin Visbeck và Gregor Hagedorn, tại cuộc biểu tình vì nền khí hậu ngày 15 tháng 3 năm 2019 tại Invalidenpark, Berlin-Mitte, trước Bộ Các vấn đề kinh tế và năng lượng liên bang

Vào ngày 31 tháng 1 năm 2019, hơn 3400 nhà khoa học và học giả đã ký một bức thư ngỏ ủng hộ các cuộc bãi khóa ở Bỉ. Bức thư viết "Trên cơ sở thực tế được cung cấp bởi khoa học khí hậu, các những người tham gia chiến dịch đã đúng. Đó là lý do tại sao chúng tôi, với tư cách là nhà khoa học, hỗ trợ họ." Tiếp theo đó là một bức thư ngỏ ủng hộ các cuộc đình công ở Hà Lan, được ký bởi 340 nhà khoa học, và 1200 nhà nghiên cứu ở Phần Lan đã ký lá thư ủng hộ cuộc đình công vào ngày 11 tháng 3 năm 2019.
Ở Đức, Áo và Thụy Sĩ, một nhóm gồm hơn 23000 nhà khoa học đã thành lập Scientists for Future (S4F) để hỗ trợ củng cố tính xác thực của các tuyên bố được đưa ra bởi phong trào.
Vào ngày 14 tháng 3 năm 2019, Câu lạc bộ Rome đã ban hành một tuyên bố chính thức ủng hộ Thunberg và các cuộc bãi khóa, kêu gọi các chính phủ trên toàn thế giới đáp ứng lời kêu gọi hành động này và cắt giảm lượng khí thải carbon toàn cầu.
Đầu tháng 4 năm 2019, một bức thư có tiêu đề "Mối quan tâm của những người trẻ biểu tình là hợp lý" đã được xuất bản trên Science. Bức thư tuyên bố rằng mối quan tâm của những người bãi khóa vì nền khí hậu là "hợp lý và được hỗ trợ bởi nền khoa học tốt nhất hiện giờ" và được ký bởi hơn 3000 nhà khoa học trên toàn thế giới.
Các nhà khoa học đã nghiên cứu về sự thay đổi khí hậu toàn cầu và sự nóng lên toàn cầu trong nhiều thập kỷ nay. Họ đã nghiên cứu về hiệu ứng nhà kính, và theo họ của khí quyển có tác động rất lớn đến nhiệt độ của trái đất. Các nhà khoa học nói rằng hiệu ứng nhà kính đã làm trái đất ấm hơn trong ít nhất 3 tỷ năm qua. Họ cũng nói rằng biến đổi khí hậu toàn cầu và sự nóng lên toàn cầu là những học thuyết về khí hậu toàn cầu trong tương lai, và tất cả những gì phong trào này mang lại là đứng lên cho tương lai của giáo dục.  Một vấn đề khác mà các nhà khoa học nói là tác động đến khí hậu là con người và các yếu tố tự nhiên. Những yếu tố này  và con người có thể khiến  biến đổi khí hậu diễn ra nhanh hơn nhiều.

## Phản ứng của các hiệu trưởng và chính trị gia
Các cuộc bãi khóa cũng đã bị chỉ trích là trốn học bởi các chính trị gia bảo thủ ở Anh và Úc. Thủ tướng Theresa May của Vương quốc Anh chỉ trích các cuộc bãi khóa là lãng phí bài học và thời gian giảng dạy. Thủ tướng Úc Scott Morrison kêu gọi "học hỏi nhiều hơn và ít hoạt động tuyên truyền ít hơn" sau các cuộc bãi khóa. Bộ trưởng Giáo dục của Úc Dan Tehan đề nghị rằng nếu học sinh trong trường cảm thấy cần thực sự hành động, thì họ nên biểu tình vào buổi tối hoặc cuối tuần.
Ở New Zealand, đã có phản ứng trái chiều từ các chính trị gia, lãnh đạo cộng đồng và trường học. Học sinh bị đe dọa sẽ bởi một số hiệu trưởng về việc bỏ học tham gia cuộc đình công mà không có sự cho phép của cha mẹ hoặc trường học. Judith Collins và một số Thành viên khác của Quốc hội đã bác bỏ động thái này liên quan tới các cuộc đình công, trong khi Bộ trưởng Biến đổi Khí hậu James Shaw bày tỏ sự ủng hộ rằng sẽ chú ý đến những người tuần hành phản đối vào cuối tuần.
Vào ngày 15 tháng 3, Tổng thư ký LHQ António Guterres đã ôm hôn các người biểu tình, thừa nhận rằng "Thế hệ của tôi đã không đối phó một cách thích đáng với các thách thức lớn của biến đổi khí hậu. Điều này được cảm nhận sâu sắc bởi những người trẻ. Nên việc họ giẫn dữ là thích đáng. " Guterres đã mời các nhà lãnh đạo thế giới tham dự hội nghị thượng đỉnh của Liên Hợp Quốc vào tháng 9 năm 2019 để cam kết một cách mạnh mẽ hơn với khuôn khổ chính sách được quy định trong Thỏa thuận Paris.
Bộ trưởng Năng lượng Claire Perry tuyên bố rằng "những học sinh lãnh đạo ở trường học dường như phủ nhận nỗ lực trong thập kỷ qua để nâng cao tiêu chuẩn giáo dục. Vì chất lượng nền giáo dục sẽ không xuất sắc như ngày nay nếu các học sinh không  tham gia vào các vấn đề như biến đổi khí hậu, ví dụ như làm gì đó với chúng? " Ngay cả các quan chức chính phủ đồng ý với tổ chức này. Không phải ai cũng chống lại các cuộc biểu tình. Một số đưa ra lập luận rằng họ thậm chí có thể  phát triển và nhận được nhiều sự hỗ trợ hơn thế.